# Adżarska Autonomiczna Socjalistyczna Republika Radziecka

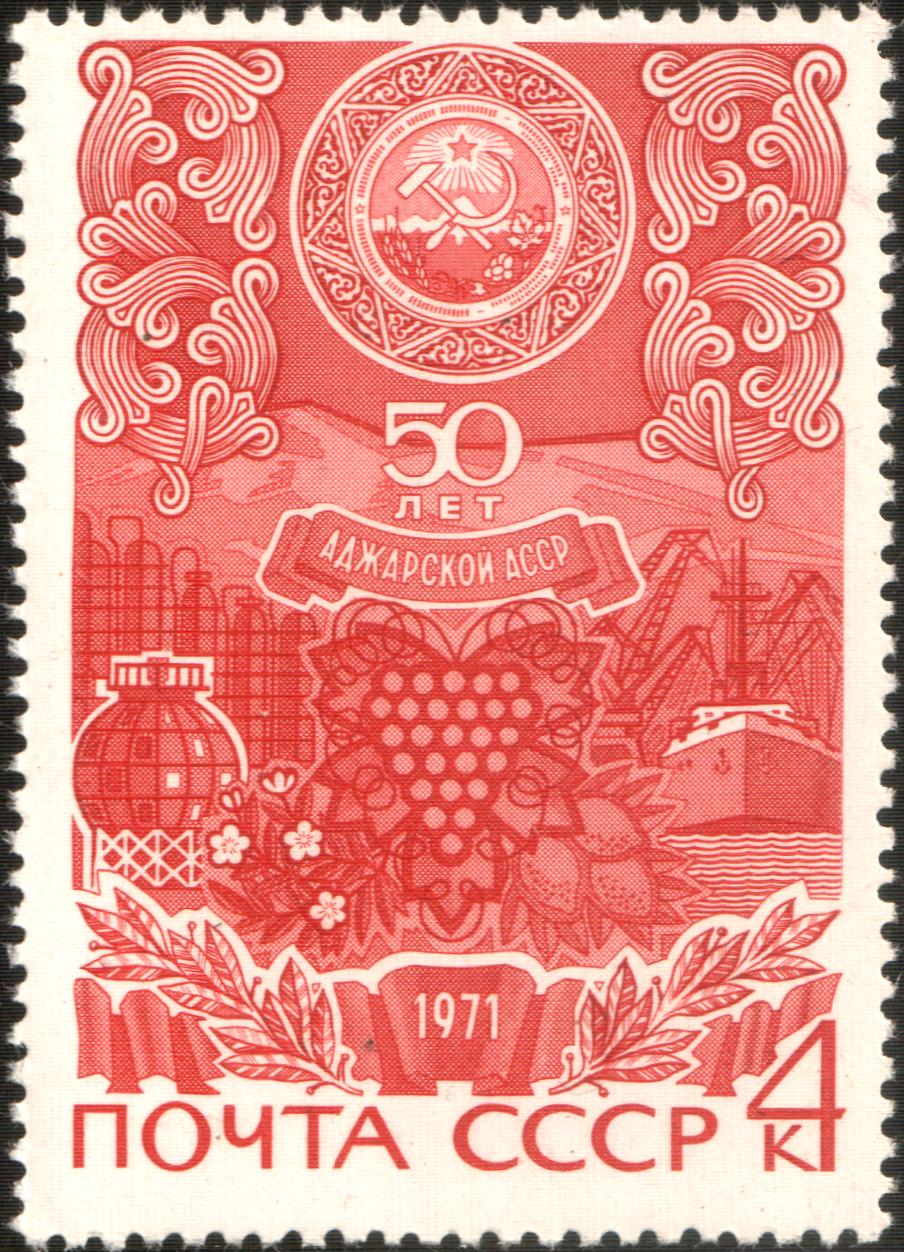
znaczek pocztowy upamiętniający 50 rocznicę autonomii Adżarii

Adżarska Autonomiczna Socjalistyczna Republika Radziecka, Adżarska ASRR – republika autonomiczna w Związku Radzieckim, wchodząca w skład Gruzińskiej Socjalistycznej Republiki Radzieckiej.
Adżarska ASRR została utworzona w 16 lipca 1921 r. Inaczej niż w przypadku innych radzieckich republik autonomicznych nie była ona utworzona dla odrębnego narodu, gdyż jej podstawowa ludność – Adżarowie, stanowiący ok. 20% populacji nie stanowili narodowości, lecz grupą etniczną Gruzinów, których pewna odrębność kulturowa wynikała z faktu, iż na przełomie XVII i XVIII wieku przyjęli islam.
Adżarska ASRR została zlikwidowana na początku lat 90. na fali zmian związanych z rozpadem ZSRR. W tym okresie deklaracje niepodległości składały wszystkie republiki związkowe ZSRR a także liczne republiki autonomiczne. Te ostatnie jednak ostatecznie pozostawały częściami składowymi poszczególnych krajów, gdyż Konstytucja ZSRR nie pozwalała im na secesję; jedynym wyjątkiem była Czeczeńsko-Inguska ASRR, która po proklamowaniu niepodległości podzieliła się na Czeczenię i Inguszetię i jeden z dwóch powstałych w wyniku tego podziału organizmów państwowych – Czeczenia przez kilka lat utrzymywał niepodległość. Na fali tych deklaracji suwerenności i w połączeniu z decyzją prezydenta niepodległej Gruzji – Zwiada Gamsachurdii o odebraniu Adżarii autonomii oraz politycznymi ambicjami przywódcy kraju – Asłana Abaszydze prowincja ta uzyskała niezależność i w pewnym okresie spełniała część warunków bycia niepodległym państwem. Dopiero w 2004 r. została pokojowo przyłączona do Gruzji, która przyznała jej autonomię.
 Informacje nt. położenia, gospodarki, historii, ludności itd. Adżarskiej Autonomicznej Socjalistycznej Republiki Radzieckiej znajdują się w: artykule poświęconym Adżarskiej Republice Autonomicznej, jak obecnie nazywa się ta część Gruzji.